# Eurodryas sesostris
Eurodryas sesostris är en fjärilsart som beskrevs av Schultz 1906. Eurodryas sesostris ingår i släktet Eurodryas och familjen praktfjärilar. Inga underarter finns listade i Catalogue of Life.